# シャルル・ゴバ
シャルル・アルベール・ゴバ (Charles Albert Gobat、1843年5月21日 - 1914年3月16日）は、スイスの法律家、政治家、慈善家。エリー・デュコマンと共に常設国際平和局を指導し、列国議会同盟の事務総長を務めた。その功績により、デュコマンと共に1902年にノーベル平和賞を受賞した。